# ريكاردو لوبيز
ريكاردو لوبيز (31 ديسمبر 1968 بلواندا في أنغولا - ) هو لاعب كرة قدم أنغولي في مركز جناح ‏.

## وصلات خارجية
- ريكاردو لوبيز على موقع قاعدة بيانات كرة القدم.إي يو (الإنجليزية)
- ريكاردو لوبيز على موقع عالم كرة القدم.نت (الإنجليزية)